# Neeltje Jans
Neeltje Jans is als werkeiland een onderdeel van de Oosterscheldekering.
Na het voltooien van de Deltawerken is er op Neeltje Jans een informatie- en attractiepark geopend. In het informatiecentrum is een expositie over de Deltawerken te zien met (visuele) informatie.
Neeltje Jans is circa 285 hectare groot en ligt halverwege de Oosterscheldekering tussen Schouwen en Noord-Beveland, maar hoort niettemin bij de gemeente Veere op Walcheren. De naam Neeltje Jans is de naam van de boot die vastgelopen is op de zandplaat, het is een oude volksbenaming voor de beschermgodin Nehalennia.
Vroeger was Neeltje Jans een zandplaat in de monding van de Oosterschelde. Door de zandplaat op te hogen is het werkeiland gecreëerd, dat ten tijde van de bouw van de stormvloedkering werd gebruikt. Toen het werk in 1986 klaar was, hebben Natuurmonumenten en Het Zeeuwse Landschap het eiland opgekocht en omgevormd tot natuurgebied dat onderdeel is van Nationaal Park Oosterschelde.
Bij het eiland is een overgebleven pijler te vinden. Deze 66e pijler werd rond 1980 gemaakt samen met de andere pijlers, voor het geval een van de andere pijlers niet goed zou blijken te zijn, maar is nooit in gebruik genomen. Sindsdien staat de pijler eenzaam in zijn dok. Er was een klimcentrum gevestigd op de pijler, maar dit is nu gesloten.
Op het eiland is een depot met stenen in vele maten voor noodsituaties. Bij de beschadiging van een dam bij Maastricht in januari 2024 is vanuit Neeltje Jans een groot aantal vrachtwagens met stenen naar Limburg gebracht om het gat te dichten.
Op Neeltje Jans staan sinds 1991 windturbines. De aanvankelijke acht kleinere turbines zijn inmiddels vervangen door twee windparken van elk vier turbines. Windpark Bouwdokken vormt het aanvullende derde windpark.
Op het eiland staat sinds 2016 de Radartoren De Lange Neel.
Op 5 juli 2015 eindigde de tweede etappe van de Tour de France op Neeltje Jans.
Juni 2025 bleek dat er een oogstbare hoeveelheid zeekraal spontaan tot leven was gekomen op het voormalige werkeiland.

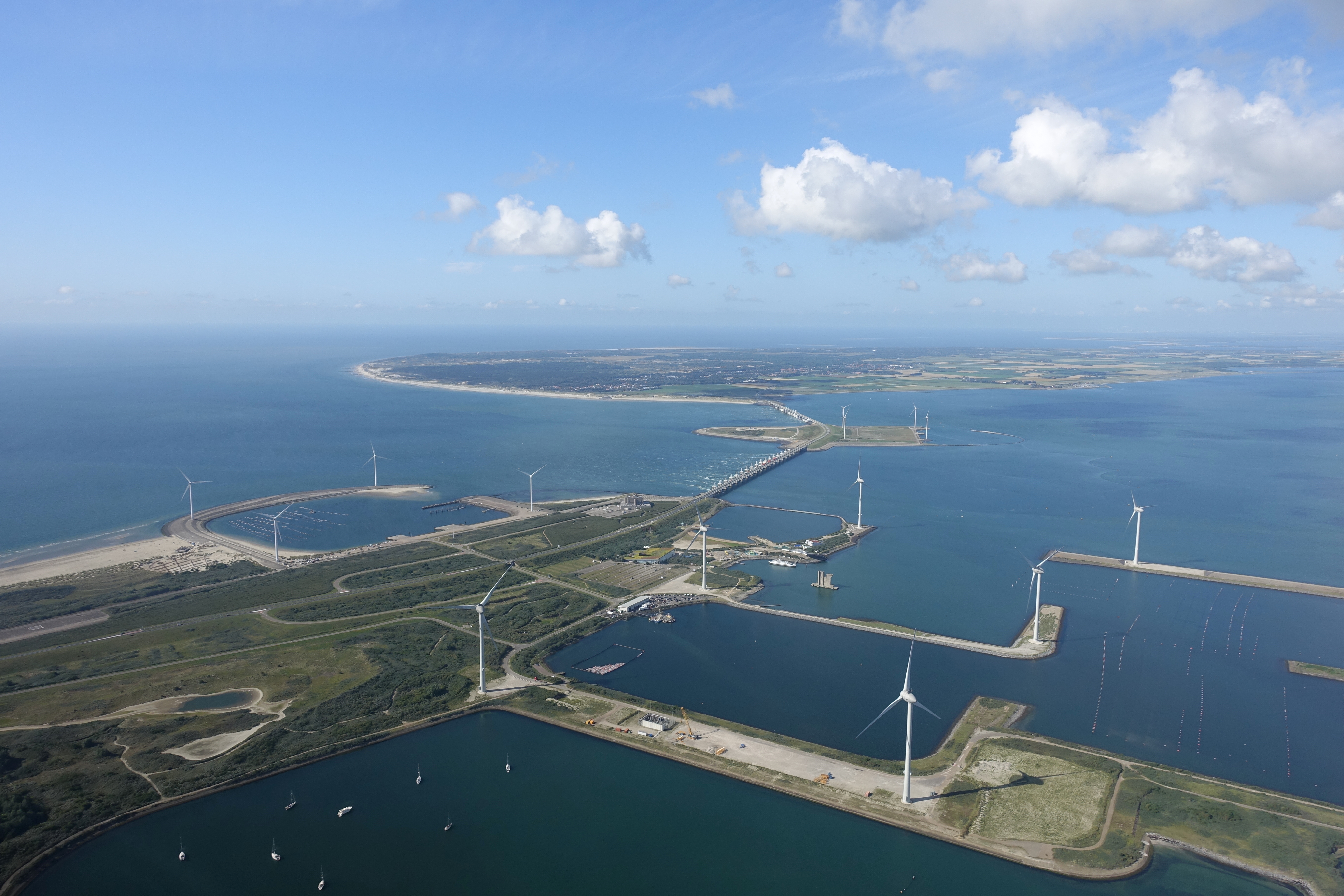
Luchtfoto Neeltje Jans, 2020
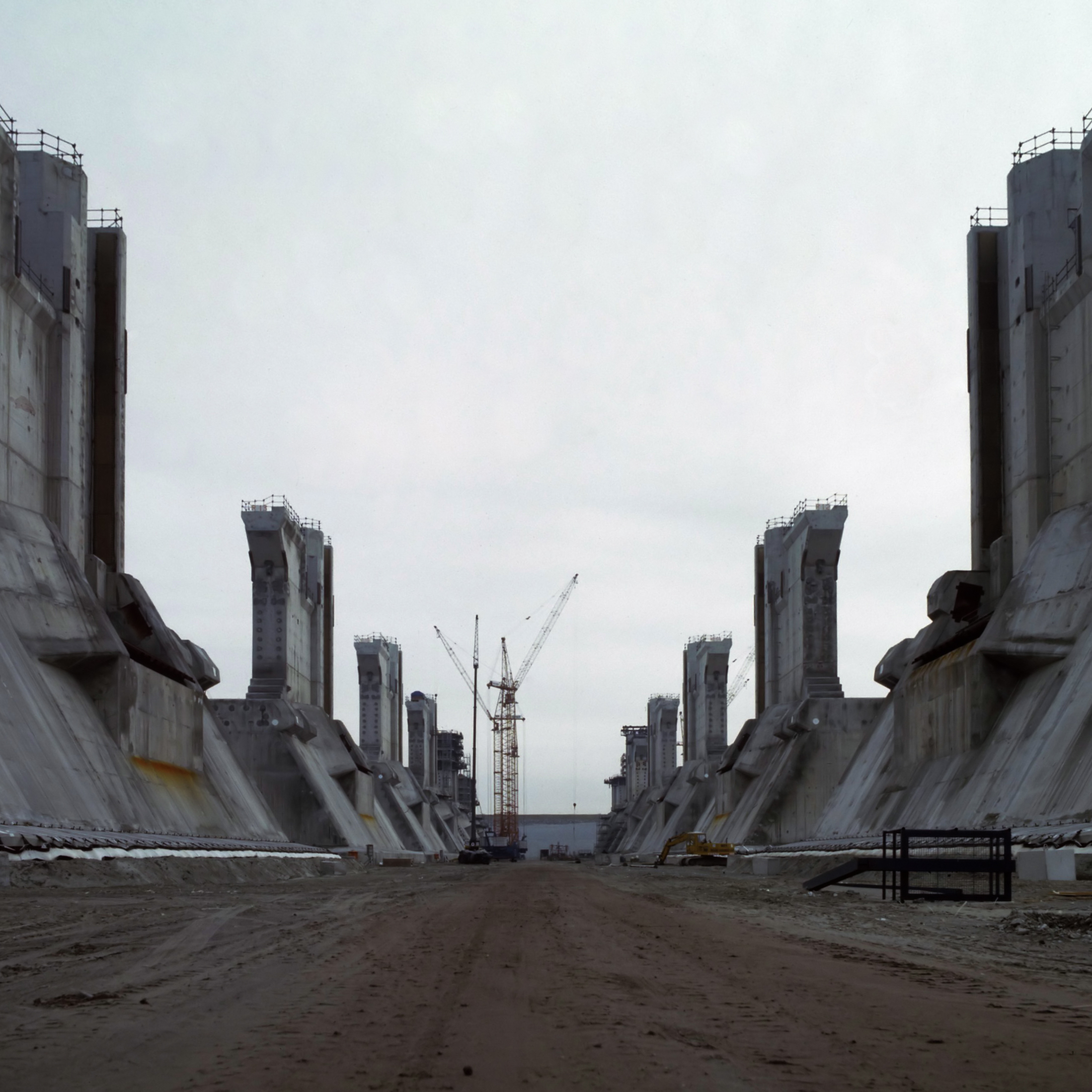
Een rij pijlers op Neeltje Jans (1982)
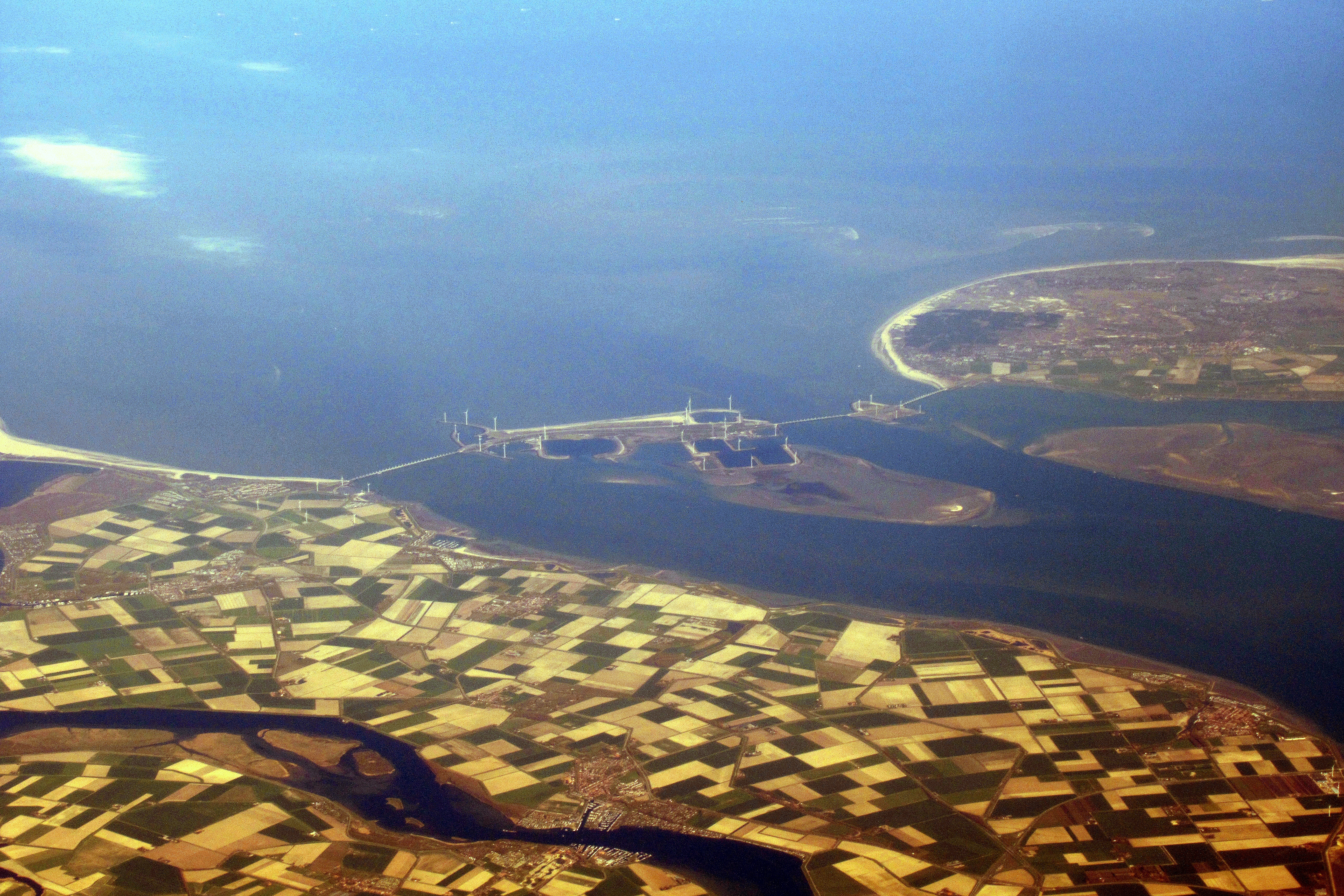
Luchtfoto van Neeltje Jans